# ドヘプタコンタン
| ドヘプタコンタン | ドヘプタコンタン |
| ---------------- | ---------------- |
| CH3(CH2)70CH3    |                  |
| IUPAC名          | ドヘプタコンタン |
| 分子式           | C72H146          |
| 分子量           | 1011.9296        |
| CAS登録番号      | 7667-83-6        |

ドヘプタコンタン (Doheptacontane) とは、直鎖状のアルカンの1種。炭素原子が72個、分岐することなく一列に連なっている。分子式はC72H146。分子量は1011.9296。